# Calycobolus glaber
Calycobolus glaber är en vindeväxtart som först beskrevs av Carl Sigismund Kunth, och fick sitt nu gällande namn av Homer Doliver House. Calycobolus glaber ingår i släktet Calycobolus och familjen vindeväxter. Inga underarter finns listade i Catalogue of Life.